# Skalhustjärnen (Älvdalens socken, Dalarna, 679048-139180)
Skalhustjärnen är en sjö i Älvdalens kommun i Dalarna och ingår i Dalälvens huvudavrinningsområde.